# 夕がた屋テ!
『夕がた屋テ!』（ゆうがたやテ）は、2007年4月2日から2008年3月28日まで岐阜放送（ぎふチャン）で放送された夕方ワイド番組である。

## 概要
『らぶらぶワイドぎふTODAY』はニューススタジオから放送していたが、本番組はニュースのみをニューススタジオから放送し、それ以外のコーナーや司会進行はすべて広いテレビスタジオで行っていた。新社屋からの放送分からは、ニュースも同じスタジオで行うようになった。
中継や進行の殆どを女性出演者たちが務めていたのが特徴。

## 放送時間
- 月曜日 - 水曜日 17時15分 - 18時30分、木曜日・金曜日 17時15分 - 18時10分 - 『速ホゥ!』が16時54分開始になるのに伴い、『らぶらぶワイドぎふTODAY』よりも10分早くスタート。
- 番組開始当初は17時20分からの放送だったが、2007年4月30日に『速ホゥ!』の飛び降り地点に合わせて17:15開始に変更された。

## 出演者
- 藤村恵理（当時岐阜放送アナウンサー、月曜日 - 水曜日担当）
- 水城あやの（月曜日 - 水曜日担当）
- 早川敦子（木曜日・金曜日担当）
- 五藤美千子（木曜日・金曜日担当）
- 高木恵子（当時岐阜放送アナウンサー、月曜日・火曜日報道担当）
- 高相祐子（当時岐阜放送アナウンサー、水曜日 - 金曜日報道担当）

## タイムテーブル
- 17:15 オープニング
- 17:20 岐阜県内のニュース - 毎週金曜日には高山スタジオからのニュースとその他の話題を生中継で伝えていた、『らぶらぶワイドぎふTODAY』から続くコーナー。担当は若山貴嗣（当時岐阜放送アナウンサー）。
- 17:27 天気予報（提供：岐阜県のJAグループ） - 『ニュースTODAY』時代から続くコーナー。
- 17:31 記者の目 - 担当：岐阜新聞社整理部記者など。旧今小町本社時代には本社ニューススタジオに出向いて出演していたが、本社が移転してからは岐阜新聞と中継を結び、1つの画面にニューススタジオと新聞社の中継画面といった方法で対応していた。
- 17:37 店主イチ押し!ライブ or 夕がた屋!ライブ
  - 月曜日 - 岐阜県内各所から。担当：高橋みつる。
  - 火曜日 - サンサンシティマーゴ（関市倉知）から。担当：篠崎友華里。
  - 水曜日 - 岐阜県内各所から。担当:丹羽光代、竹内万理ほか。
  - 木曜日 - 岐阜県内各所から。担当：篠崎友華里ほか。
  - 金曜日 - マーサ21（岐阜市正木）から。担当：田口悠子。
- 17:50 日替わりコーナー
  - 月曜日 夕がた屋テ!県民集合! - 担当：加藤義久（岐阜放送アナウンサー）。
  - 火曜日 証券あれこれ
  - 金曜日 日本まんなか直送便
- 17:56 ぎふフラッシュバック!
- 17:59 ドリーム・キッズ - 朝のミニ番組『ぎふ情報クリック!』でも放送。
- 18:02 夕がた屋情報
- 18:05 マギーのホロスコープ

--- 木曜と金曜はここまで ---
- 18:09 日替わりコーナー
  - 月曜日 スポーツぎふじるし! - 岐阜県で活躍するスポーツ選手や団体を取り上げていたコーナー。担当：吉村功（元東海テレビアナウンサー）。
  - 火曜日 人・ぎふじるし!
- 18:24 夕がた屋情報
- 18:27 エンディング

## その他
番組テーマソングはスキマスイッチの「全力少年」。